# Russula amoena
Russula amoena är en svampart som beskrevs av Quél. 1881. Russula amoena ingår i släktet kremlor och familjen kremlor och riskor.   Inga underarter finns listade i Catalogue of Life.

## Källor

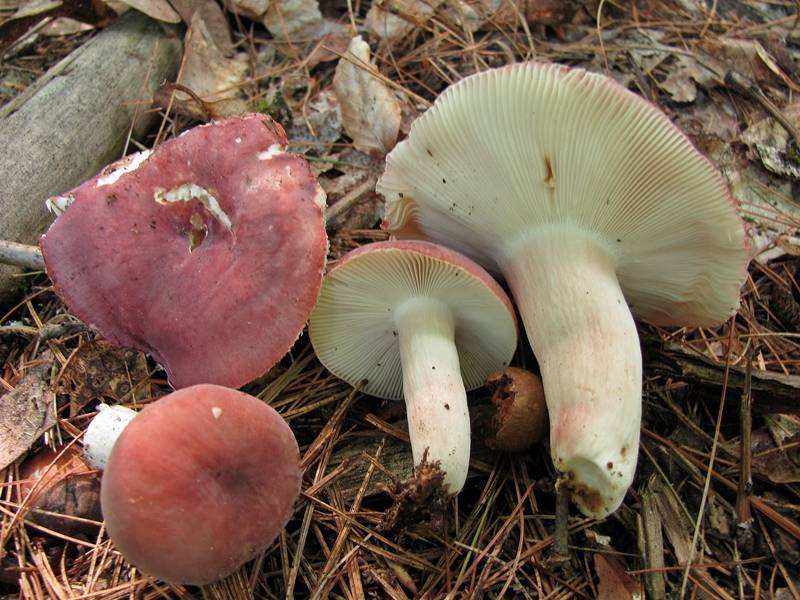
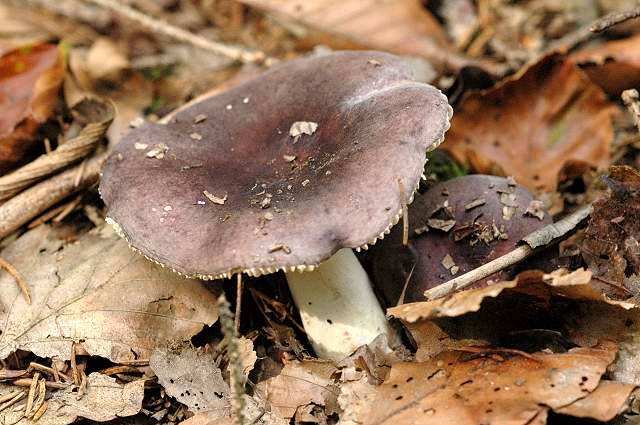
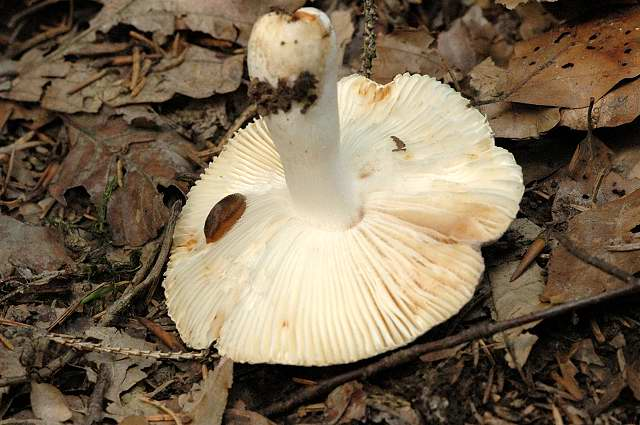